# Cert.be
CERT.be is het Belgisch computer emergency response team (CERT) dat werkt in opdracht van de Federale Overheidsdienst Fedict. De bedoeling van dit team is snel optreden bij veiligheidsincidenten met computers of netwerken. Belnet is verantwoordelijk voor het operationeel beheer van Cert.be.

## Ontstaan CERT
Van oorsprong is de term CERT eigendom van de Amerikaanse Carnegie Mellon University en verwijst naar de door hen voor het eerst opgerichte CERT-teams in 1988, naar aanleiding van de release van de Morris-worm.
Gezien de bescherming van de term CERT, worden gelijkaardige teams ook wel CSIRT genoemd, zijnde computer security incident response team. Deze CSIRT's zijn onafhankelijke organisaties die deel uitmaakt van een wereldwijd netwerk van cyber-beveiligingsspecialisten.
Een CSIRT dat werkt volgens bepaalde normen, kan het label van erkende CERT krijgen.
In 2009 werd in België CERT.be opgericht onder de vleugels van Fedict. Dit is ook het enige erkende CERT in België.

## Opdrachten
Wanneer een Belgisch bedrijf of organisatie slachtoffer is van een cyberbeveiligingsincident, kan men dit melden aan CERT.be.
De geboden hulp en bijstand door CERT.be is kosteloos.
De door de Overheid opgelegde taken van CERT.be zijn:
- Informatie verzamelen en geven over veiligheidsincidenten.
- Ondersteuning geven bij incidenten.
- De aanpak van grootschalige incidenten coördineren.
- Hulp bieden bij het opzetten van CERT-activiteiten in bedrijven.
- Gegevens en kennis delen via publicaties en evenementen.

Het informeren over en voorkomen van cyberbeveiligingsincidenten gebeurt voor professionelen via de website van CERT.be en voor particulieren via Safe on web.